# Rodolfo Falcón
Rodolfo Falcón (n. 25 octombrie 1972, La Habana, Havana Province⁠(d), Cuba) este un înotător cubanez, medaliat olimpic. A participat la 3 ediții ale Jocurilor Olimpice (1992, 1996, 2000) în care a câștigat o medalie de argint.